# Condé-Northen
Condé-Northen (deutsch Contchen-Northen, 1941–1944 Konden) ist eine französische Gemeinde mit 722 Einwohnern (Stand 1. Januar 2022) im Département Moselle in der Region Grand Est (bis 2015 Lothringen).

## Geographie
Condé-Northen liegt in Lothringen am Zusammenfluss der beiden Quellflüsse der Nied, der Deutschen Nied (Nied Allemande) und der Französischen Nied (Nied Française), zwanzig Kilometer ostnordöstlich von Metz, fünf Kilometer südwestlich von Boulay-Moselle (Bolchen) und rund 30 Kilometer von der Grenze zum Saarland entfernt.
Die Gemeinde hat die Ortsteile:
- Condé (dt. Contchen)
- Loutremange (dt. Lautermingen)
- Northen
- Pontigny (dt. Niedbrücken)

Condé-Northen liegt an der Straße von Saarlouis nach Metz (D 954).

## Geschichte
Die Ortschaft gehörte früher zum Herzogtum Lothringen im Heiligen Römischen Reich.
Der Ortsteil Condé wurde erstmals 787 als Cundicum iuxta Bosonis villam erwähnt, 1511 als Conchem, 1606 als Concheim und Conchen. Der jüngere Ortsteil Northen wurde erstmals 1618 als Nortten erwähnt.  
Condé-Northen war im Mittelalter noch deutschsprachig; der Sprachwechsel setzte wohl im 16. und 17. Jahrhundert ein. Gerichtsakten in deutscher Sprache von 1535 sind erhalten. Das Grundbuch von 1621 ist dagegen auf Französisch verfasst.
1766 wurden die beiden Orte zusammen mit dem Herzogtum Lothringen von Frankreich annektiert. 1804 wurden die beiden Ortschaften im Zuge einer Verwaltungsreform zur neuen Gemeinde Condé-Northen zusammengelegt. 1810 erfolgte die Eingemeindung des  Nachbarorts Pontigny (erstmals 1339 als Bruque erwähnt). 
Durch den Frankfurter Frieden vom 10. Mai 1871 kam das Gebiet an das deutsche Reichsland Elsaß-Lothringen, und das Dorf wurde dem Kreis Bolchen im Bezirk Lothringen zugeordnet. Die Dorfbewohner betrieben Getreide-, Wein-, Tabak-, Hanf-, Ölsaat-, Obst- und Gemüsebau.
Nach dem Ersten Weltkrieg musste die Region aufgrund der Bestimmungen des Versailler Vertrags 1919 an Frankreich abgetreten werden. Im Zweiten Weltkrieg war die Region von der deutschen Wehrmacht besetzt und stand unter deutscher Verwaltung. Aus dem grenznahen Ort wurden am 18. November 1940 von der Verwaltungsbehörde unter Polizeieinsatz 184 von 282 Einwohnern aus politischen Gründen nach Innerfrankreich zwangsumgesiedelt. Im Herbst 1944 wurde die Ortschaft von westalliierten Streitkräften eingenommen.
1979 wurde der Nachbarort Lourtemange (erstmals 825 als Leutermingas erwähnt) eingemeindet.

### Demographie
Im Jahr 1871 hatte die Landgemeinde 460 meist römisch-katholische Einwohner, die in 117 Häusern und 126 Familien lebten und unter denen sich sechs Juden befanden. 1910 wurden 358 Einwohner gezählt.

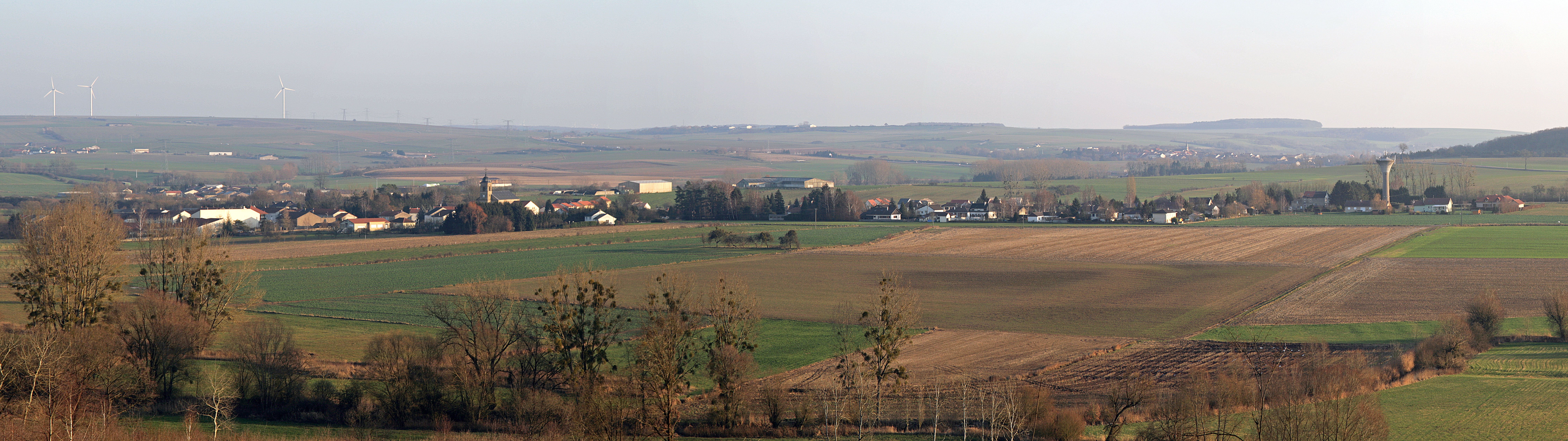
Ortspanorama

| Jahr      | 1962 | 1968 | 1975 | 1982 | 1990 | 1999 | 2007 | 2019 |
| Einwohner | 305  | 303  | 316  | 534  | 507  | 526  | 563  | 691  |

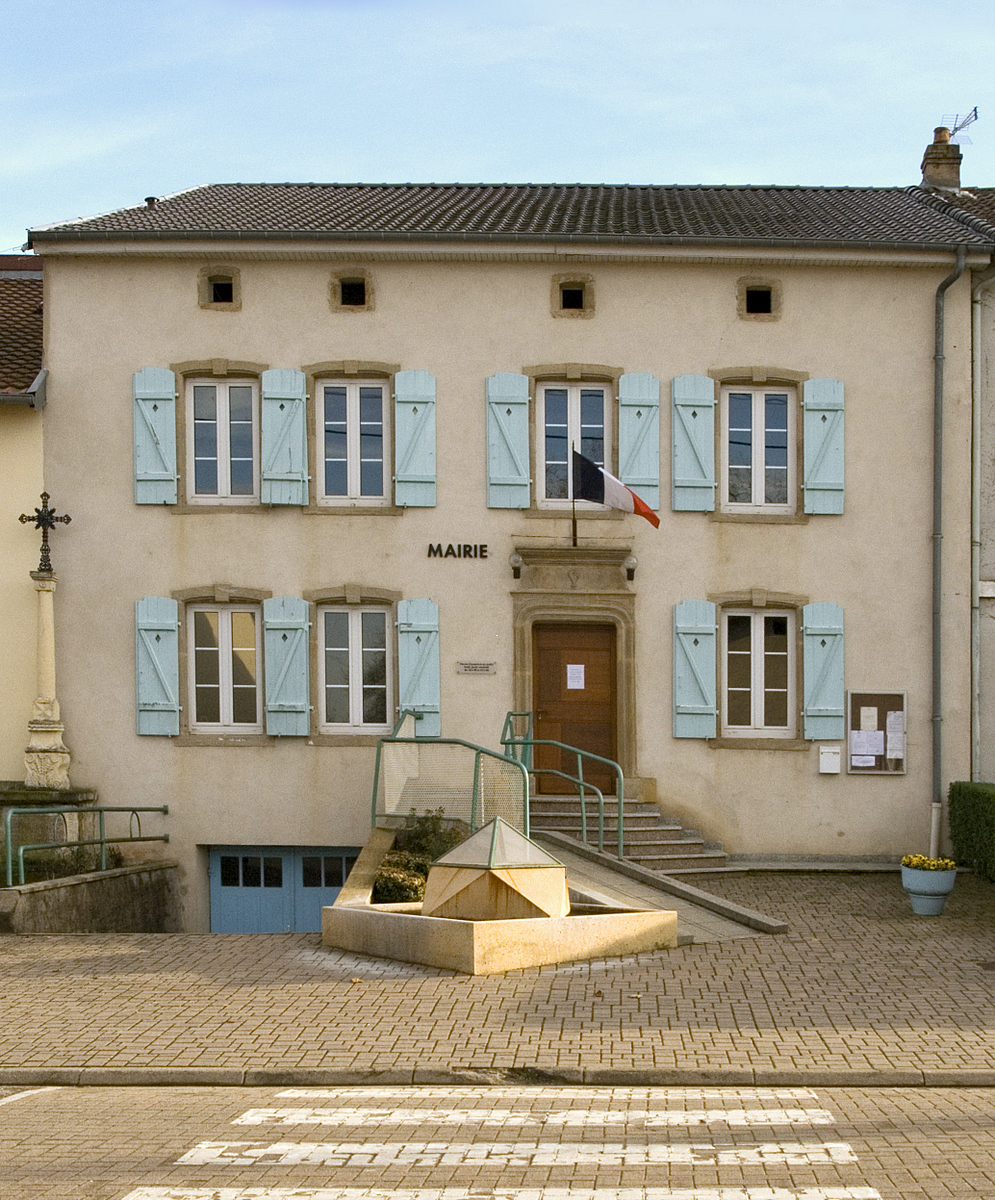
Rathaus (Mairie)
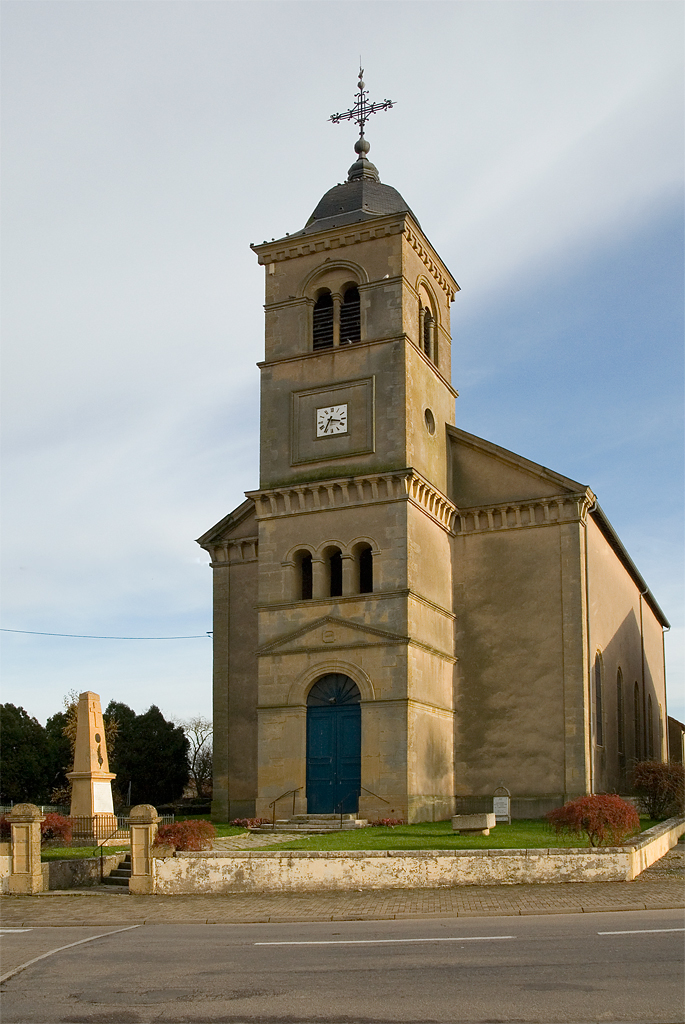
Kirche St. Germain